# 滋賀県道156号守山停車場線
滋賀県道156号守山停車場線（しがけんどう156ごう もりやまていしゃじょうせん）は、滋賀県守山市を通る一般県道である。

## 概要
守山市梅田町から守山市今宿1丁目に至る。周囲は守山市中心部であるため、商店街が並ぶ（ほたる通り商店街、今宿商店街）。

### 路線データ
- 起点：守山市梅田町（JR西日本東海道本線 守山駅前）
- 終点：守山市今宿1丁目（今宿町交差点、滋賀県道2号大津能登川長浜線交点）
- 総延長：0.7 km

## 地理

### 通過する自治体
- 守山市

### 交差する道路
| 交差する道路                           | 交差する場所 | 交差する場所        |
| -------------------------------------- | ------------ | ------------------- |
| 駅前グリーンロード                     | 梅田町       | 梅田町交差点        |
| 楓三道                                 | 勝部1丁目    | 勝部交差点          |
| 滋賀県道2号大津能登川長浜線 / 旧中山道 | 今宿1丁目    | 今宿町交差点 / 終点 |

### 沿線
- JR西日本東海道本線 守山駅
- 平和堂 守山店
- 滋賀銀行 守山支店
- 守山市立守山小学校、守山保育園